# U-20-Fußball-Südamerikameisterschaft der Frauen 2014
Die U-20-Fußball-Südamerikameisterschaft der Frauen 2014 fand vom 13. bis zum 31. Januar 2014 in Uruguay statt und war die sechste Ausgabe des Turniers.
Die zwei nach Abschluss des Turniers bestplatzierten Auswahlmannschaften qualifizierten sich für die U-20-Weltmeisterschaft 2014 in Kanada.
Aus der Veranstaltung ging die U-20 Brasiliens als Sieger hervor. Zweitplatzierte wurden die Auswahl Paraguays. Torschützenkönigin des Turniers war mit sechs erzielten Treffern die Brasilianerin Andressa.

## Spielorte
Die Partien der U-20-Südamerikameisterschaft fanden in zwei Stadien statt.
- Estadio Charrúa – Montevideo – 16.068 Plätze
- Estadio Municipal Parque Liebig’s – Fray Bentos – 14.000 Plätze

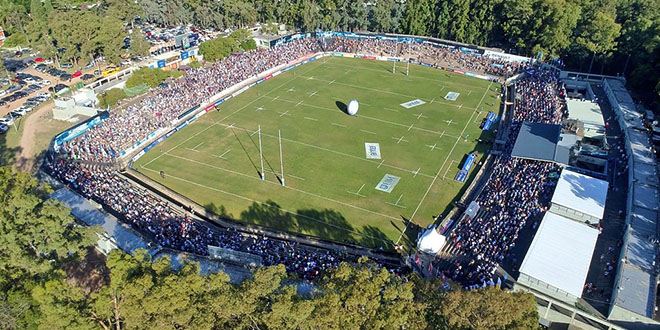
Estadio Charrúa

## Modus
Gespielt wurde eine Vorrunde in zwei Fünfer-Gruppen. Die anschließende Finalphase mit den zwei Gruppenbesten Mannschaften wurde ebenfalls im Gruppenmodus ausgetragen.
Es nahmen am Turnier die Nationalmannschaften Argentiniens, Boliviens, Brasiliens, Chiles, Ecuadors, Kolumbiens, Paraguays, Perus, Uruguays und Venezuelas teil.

## Gruppenphase

### Gruppe A
| Pl.                             | Land      | Sp. | S | U | N | Tore    | Diff. | Punkte |
| ------------------------------- | --------- | --- | - | - | - | ------- | ----- | ------ |
| 1.                              | Brasilien | 4   | 3 | 1 | 0 | 013:300 | +10   | 10     |
| 2.                              | Kolumbien | 4   | 2 | 2 | 0 | 005:200 | +3    | 08     |
| 3.                              | Venezuela | 4   | 2 | 0 | 2 | 009:700 | +2    | 06     |
| 4.                              | Chile     | 4   | 0 | 2 | 2 | 002:600 | −4    | 02     |
| 5.                              | Uruguay   | 4   | 0 | 1 | 3 | 005:160 | −11   | 01     |
| Qualifiziert für die Finalrunde |           |     |   |   |   |         |       |        |

|                          |   |           |           |
| 13.1. in Estadio Charrúa |   |           |           |
| Brasilien                | – | Chile     | 2:0 (0:0) |
| Kolumbien                | – | Uruguay   | 3:2 (2:0) |
| 15.1. in Estadio Charrúa |   |           |           |
| Kolumbien                | – | Venezuela | 2:0 (1:0) |
| Uruguay                  | – | Brasilien | 1:8 (1:3) |
| 17.1. in Estadio Charrúa |   |           |           |
| Kolumbien                | – | Chile     | 0:0       |
| Uruguay                  | – | Venezuela | 1:4 (1:1) |
| 19.1. in Estadio Charrúa |   |           |           |
| Brasilien                | – | Kolumbien | 0:0       |
| Chile                    | – | Venezuela | 1:3 (0:2) |
| 21.1. in Estadio Charrúa |   |           |           |
| Brasilien                | – | Venezuela | 3:2 (3:1) |
| Uruguay                  | – | Chile     | 1:1 (0:0) |

### Gruppe B
| Pl.                             | Land        | Sp. | S | U | N | Tore    | Diff. | Punkte |
| ------------------------------- | ----------- | --- | - | - | - | ------- | ----- | ------ |
| 1.                              | Paraguay    | 4   | 3 | 1 | 0 | 009:100 | +8    | 10     |
| 2.                              | Bolivien    | 4   | 3 | 0 | 1 | 004:500 | −1    | 09     |
| 3.                              | Ecuador     | 4   | 2 | 0 | 2 | 006:500 | +1    | 06     |
| 4.                              | Argentinien | 4   | 1 | 1 | 2 | 005:300 | +2    | 04     |
| 5.                              | Peru        | 4   | 0 | 0 | 4 | 003:130 | −10   | 0      |
| Qualifiziert für die Finalrunde |             |     |   |   |   |         |       |        |

|                          |   |             |           |
| 14.1. in Parque Liebig’s |   |             |           |
| Ecuador                  | – | Argentinien | 1:0 (1:0) |
| Paraguay                 | – | Peru        | 2:0 (1:0) |
| 16.1. in Parque Liebig’s |   |             |           |
| Ecuador                  | – | Bolivien    | 0:1 (0:1) |
| Argentinien              | – | Paraguay    | 0:0       |
| 18.1. in Parque Liebig’s |   |             |           |
| Ecuador                  | – | Peru        | 4:1 (0:0) |
| Argentinien              | – | Bolivien    | 0:1 (0:0) |
| 20.1. in Parque Liebig’s |   |             |           |
| Paraguay                 | – | Ecuador     | 3:1 (3:0) |
| Peru                     | – | Bolivien    | 1:2 (0:2) |
| 22.1. in Parque Liebig’s |   |             |           |
| Argentinien              | – | Peru        | 5:1 (2:0) |
| Paraguay                 | – | Bolivien    | 4:1 (2:1) |

## Finalrunde
| Pl.                                                                                            | Land      | Sp. | S | U | N | Tore    | Diff. | Punkte |
| ---------------------------------------------------------------------------------------------- | --------- | --- | - | - | - | ------- | ----- | ------ |
| 1.                                                                                             | Brasilien | 3   | 3 | 0 | 0 | 011:000 | +11   | 09     |
| 2.                                                                                             | Paraguay  | 3   | 2 | 0 | 1 | 006:200 | +4    | 06     |
| 3.                                                                                             | Kolumbien | 3   | 1 | 0 | 2 | 004:700 | −3    | 03     |
| 4.                                                                                             | Bolivien  | 3   | 0 | 0 | 3 | 000:120 | −12   | 0      |
| U-20-Südamerikameister und qualifiziert für die U-20-WM 2014 Qualifiziert für die U-20-WM 2014 |           |     |   |   |   |         |       |        |

|                          |   |           |           |
| 25.1. in Parque Liebig’s |   |           |           |
| Paraguay                 | – | Kolumbien | 1:0 (1:0) |
| Brasilien                | – | Bolivien  | 3:0 (1:0) |
| 28.1. in Parque Liebig’s |   |           |           |
| Kolumbien                | – | Brasilien | 0:6 (0:2) |
| Bolivien                 | – | Paraguay  | 0:5 (0:4) |
| 31.1. in Parque Liebig’s |   |           |           |
| Kolumbien                | – | Bolivien  | 4:0 (1:0) |
| Brasilien                | – | Paraguay  | 2:0 (1:0) |

## Schiedsrichterinnen
- Salomé di Iorio
- Sirley Cornejo
- Ana Marques
- María Carvajal
- Juana Delgado
- Yeimy Martínez
- Olga Miranda
- Melany Bermejo
- Gabriela Bandeira
- Yanina Mujica